# Großsteingräber bei Emmendorf
Die Großsteingräber bei Emmendorf waren zehn megalithische Grabanlagen der jungsteinzeitlichen Trichterbecherkultur nahe der Gemeinde Emmendorf im Landkreis Uelzen, Niedersachsen. Eine erste Aufnahme der Anlagen erfolgte in den 1840er Jahren durch Georg Otto Carl von Estorff. Mehrere Gräber waren zu dieser Zeit bereits stark zerstört. Wohl im Zuge des Baus einer Eisenbahnstrecke wurden alle Gräber nach von Estorffs Aufnahme restlos abgetragen. Lediglich von Grab 2 fertigte von Estorff eine Abbildung an. Ernst Sprockhoff nahm diese Anlage in seinem Atlas der Megalithgräber Deutschlands unter der Nummer 772 auf.

## Lage
Die Gräber befanden sich relativ dicht beieinander etwa einen Kilometer südwestlich von Emmendorf an einer Stelle, an der heute eine Bahnstrecke verläuft.

## Beschreibung

### Grab 1
Grab 1 besaß ein ost-westlich orientiertes rechteckiges Hünenbett mit einer Länge von 22 m und einer Breite von 6,5 m. Bei von Estorffs Aufnahme war es bereits stark zerstört und besaß nur noch zwei Umfassungssteine an der nördlichen Langseite.

### Grab 2

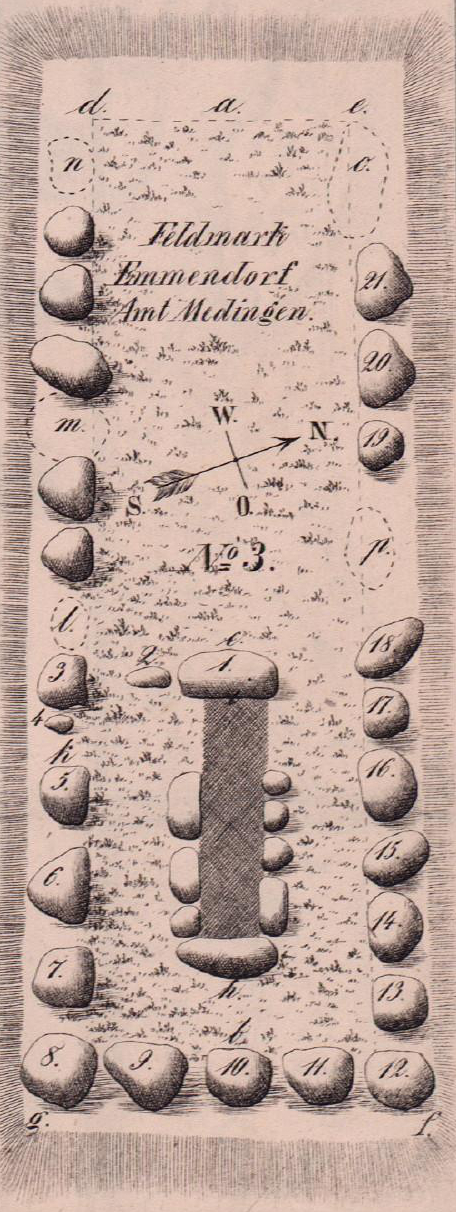
Großsteingrab Emmendorf 2 nach von Estorff

Die Anlage war ostnordost-westsüdwestlich orientiert. Sie besaß ein leicht trapezförmiges Hünenbett mit einer Länge von etwa 26 m und einer Breite von 8,5 m im Westen bzw. 10 m im Osten. Die steinerne Umfassung war Ostteil noch sehr gut erhalten. Von Estorff konnte noch alle fünf Steine an der östlichen Schmalseite ausmachen. An der nördlichen Langseite waren neun Steine erhalten, an der südlichen neun große und ein kleiner, bei dem es sich vielleicht um einen Umfassungsstein, einen verschleppten Kammerstein oder ein Bruchstück gehandelt haben könnte. Ferner waren im Norden zwei und im Süden drei Gruben erkennbar, in denen ursprünglich weitere Umfassungssteine gestanden hatten. Die westliche Schmalseite war bereits vollständig abgetragen.
Die Grabkammer hatte eine Länge von 8 m. Die beiden Abschlusssteine an den Schmalseiten sowie drei Wandsteine an der südlichen bzw. vier an der nördlichen Langseite standen noch an ihrem ursprünglichen Standort. Die restlichen Wandsteine sowie sämtliche Decksteine fehlten bereits. Zwischen dem westlichen Abschlussstein und der Umfassung lag ein einzelner kleiner Stein, den von Estorff als Rest des ursprünglichen Kammereingangs ansah. Die Anlage wäre damit an Ganggrab anzusprechen. Innerhalb der Kammer konnte von Estorff keine Funde feststellen. In der Hügelschüttung des Hünenbetts stieß er hingegen auf eisenzeitliche Nachbestattungen in Form von Urnen, die als Beigaben Fibeln aus Bronze und Eisen enthielten.

### Grab 3
Grab 3 besaß ein west-östlich orientiertes rechteckiges Hünenbett. Nur an der nordwestlichen Ecke waren noch Umfassungssteine erhalten. Die Ausmaße der Anlage sind nicht überliefert.

### Grab 4
Bei diesem Grab konnte von Estorff nur eine Grabkammer ohne Hünenbett erkennen. Es war ost-westlich orientiert und hatte eine Länge von 5,5 m und eine Breite von 3 m. Die Decksteine fehlten bereits vollständig. Erhalten waren noch etwa ein Dutzend Wandsteine, die aber nicht mehr in situ standen. Aufgrund ihrer Größe kann es sich bei der Kammer nur um einen Großdolmen oder ein Ganggrab gehandelt haben.

### Grab 5
Grab 5 war bei von Estorffs Aufnahme bereits so stark zerstört, dass er lediglich eine annähernd ovale Form feststellen konnte. Maßangaben oder eine Abschätzung der Anzahl der ursprünglich verbauten Steine war nicht mehr möglich.

### Grab 6
Auch Grab 6 war bereits zu stark zerstört, um genauere Angaben darüber machen zu können. Lediglich eine annähernd rechteckige Form der Anlage ließ sich noch ausmachen.

### Grab 7
Grab 7 war ebenfalls bereits so stark zerstört, dass sich nur noch eine annähernd ovale Form ausmachen ließ.

### Grab 8
Grab 8 besaß ein nordwest-südöstlich orientiertes Hünenbett mit einer Länge von 35 m und einer Breite von 6 m. Zwischen den Gräbern 8 und 9 verlief eine nordwest-südöstlich orientierte 40 m lange Reihe aus 18 Steinen. Solche Steinreihen sind für Mitteleuropa äußerst ungewöhnlich. Das einzige weitere Beispiel befindet sich bei den Hekeser Steinen bei Berge im Landkreis Osnabrück.

### Grab 9
Grab 9 besaß ein nordwest-südöstlich orientiertes Hünenbett mit einer Länge von 35 m und einer Breite von 5,5 m. Von Estorff konnte die Reste einer Grabkammer ausmachen, die er aber nicht näher beschrieb.

### Grab 10
Die Anlage war bei von Estorffs Aufnahme bereits so stark zerstört, dass er weder über ihre Maße noch über ihre Form nähere Angaben machen konnte.